# طوم فارمر (رائد أعمال)
طوم فارمر (بالإنجليزية: Tom Farmer)‏ هو رائد أعمال بريطاني، ولد في 10 يوليو 1940 في ليث ‏ في المملكة المتحدة.